# 日本プロフェッショナル野球協約
日本プロフェッショナル野球協約（にっぽんプロフェッショナルやきゅうきょうやく）とは、日本野球機構が日本プロ野球の選手契約等の手続きを定めた協約。通称、野球協約。

## 概要
本編と統一契約書様式で構成される。1951年6月21日発効。
GHQ経済科学局長・ウィリアム・マーカット少将が、松本瀧藏に、ちゃんとした日本の野球のルール、協約を作ったらどうかと勧め、アメリカからルールを取り寄せ松本に渡し、福島慎太郎を経て平沢和重が、それの大部分を引き写して作成したもの。
球団の選手に対する保有権、コミッショナー、フランチャイズ、ドラフト会議など様々な分野に関して条文が存在する。ただし育成選手制度については別途「日本プロ野球育成選手に関する規約」が存在するほか、ドラフト会議の細部の運用についても別途「新人選手選択会議規約」が定められている。フリーエージェント制度についても、2009年度版より別途「フリーエージェント規約」が設けられ、野球協約本体から条文が分割された。

## 構成
- 第1章 総則
- 第2章 コミッショナー
- 第3章 実行委員会
- 第4章 オーナー会議
- 第5章 コミッショナー事務局
- 第6章 参加資格
- 第7章 地域権
- 第8章 選手契約
- 第9章 保留選手
- 第10章 復帰手続き
- 第11章 選手数の制限
- 第12章 参稼報酬の限界
- 第13章 選手契約の譲渡
- 第14章 選抜会議
- 第15章 新人選手の採用
- 第16章 審判員と記録員
- 第17章 試合
- 第18章 有害行為
- 第19章 利害関係の禁止
- 第20章 提訴
- 第21章 註補
- 第22章 フリーエージェント
- 第23章 構造改革の特例
- 第24章 日本シリーズ出場球団決定試合